# Iwar Anderson (byggnadsantikvarie)
Karl Iwar Anderson, född 12 april 1904 i Kungsholms församling, Stockholm, död 17 december 1985 i Spånga församling, Stockholm, var en svensk byggnadsantikvarie, uppmätningstekniker, tecknare och fotograf.
Iwar Anderson var son till snickaren Carl Bernhard Anderson och Emmy Karolina Andersson och från 1934 gift med Märta Kristina Israelsson. Han studerade vid Tekniska skolan (Högre Konstindustriella skolan) i Stockholm och blev antikvarie vid Riksantikvarieämbetets byggnadsminnesavdelning 1959. Han medverkade vid ett flertal större byggnadsrestaureringar, bland annat av den medeltida tegelugnen vid Susenborg i Vadstena, Vadstena rådhus, Stora Torg i Halmstad, samt ett stort antal medeltida kyrkor. Bland hans många verk märks Göksholms slott (1965) och Vadstena gård och kloster (1971).
Anderson blev 1968 hedersdoktor vid Stockholms universitet för sitt arbete, framförallt det i Vadstena.
Han medverkade som tecknare i utställningar med Sveriges allmänna konstförening. Anderson har blivit mest känd för sina teckningar som tolkar Gustaf Frödings dikter. Han gjorde bland annat karikatyrer på både lokala och internationella storheter i Östersunds-Posten under 40 års tid. Totalt lämnade han efter sig över 5 000 teckningar.